# Championnat de Tchécoslovaquie de football 1967-1968
Navigation
Saison précédente Saison suivante
La saison 1967-1968 du Championnat de Tchécoslovaquie de football est la 37e édition du championnat de première division en Tchécoslovaquie. Les quatorze meilleurs clubs du pays se retrouvent au sein d'une poule unique, la First League, où les formations s'affrontent deux fois, à domicile et à l'extérieur. À l'issue du championnat, les deux derniers du classement sont relégués et remplacés par les deux meilleurs clubs de II. Liga, la deuxième division tchécoslovaque.
C'est le club du FC Spartak Trnava qui termine en tête du classement du championnat avec cinq points sur un trio composé du SK Slovan Bratislava, du Jednota Trencin et du Dukla Prague. C'est le tout premier titre de champion de Tchécoslovaquie de l'histoire du club, qui confirme sa très bonne saison précédente (troisième place et victoire en Coupe de Tchécoslovaquie).
Le tenant du titre, l'AC Sparta Prague, ne prend que la 7e place, à sept points du Spartak Trnava.

## Les 14 clubs participants
| - Dukla Prague - AC Sparta Prague - FK Inter Bratislava - SK Slovan Bratislava - Jednota Trencin - Jednota Žilina - VSS Kosice | - Skoda Plzen - Promu de II. Liga - FC Banik Ostrava - Promu de II. Liga - Lokomotiva Kosice - FC Bohemians Prague - Sklo Union Teplice - SK Slavia Prague - Spartak Trnava |

## Compétition

### Classement
Le barème utilisé pour établir le classement est le suivant :
- Victoire : 2 points
- Match nul : 1 point
- Défaite : 0 point

| Rang | Équipe                   | Pts | J  | G  | N  | P  | Bp | Bc | Diff |
| ---- | ------------------------ | --- | -- | -- | -- | -- | -- | -- | ---- |
| 1    | FC Spartak Trnava        | 35  | 26 | 15 | 5  | 6  | 57 | 26 | +31  |
| 2    | ŠK Slovan Bratislava (C) | 30  | 26 | 13 | 4  | 9  | 36 | 20 | +16  |
| 3    | Jednota Trenčín          | 30  | 26 | 12 | 6  | 8  | 37 | 29 | +8   |
| 4    | Dukla Prague             | 30  | 26 | 14 | 2  | 10 | 44 | 40 | +4   |
| 5    | VSS Košice               | 29  | 26 | 12 | 5  | 9  | 43 | 33 | +10  |
| 6    | FK Inter Bratislava      | 28  | 26 | 11 | 6  | 9  | 49 | 38 | +11  |
| 7    | AC Sparta Prague         | 28  | 26 | 12 | 4  | 10 | 38 | 33 | +5   |
| 8    | SK Slavia Prague         | 28  | 26 | 11 | 6  | 9  | 39 | 38 | +1   |
| 9    | Sklo Union Teplice       | 25  | 26 | 10 | 5  | 11 | 25 | 32 | -7   |
| 10   | FC Lokomotíva Košice     | 25  | 26 | 7  | 11 | 8  | 22 | 31 | -9   |
| 11   | FC Baník Ostrava (P)     | 22  | 26 | 7  | 8  | 11 | 27 | 31 | -4   |
| 12   | Jednota Žilina           | 22  | 26 | 8  | 6  | 12 | 32 | 47 | -15  |
| 13   | Skoda Plzen (P)          | 18  | 26 | 4  | 10 | 12 | 26 | 46 | -20  |
| 14   | FC Bohemians Prague      | 14  | 26 | 3  | 8  | 15 | 23 | 54 | -31  |

|  | Qualification pour la Coupe d'Europe des clubs champions 1968-1969                                |
|  | Qualification pour la Coupe des Coupes 1968-1969                                                  |
|  | Qualification pour la Coupe des villes de foires 1968-1969                                        |
|  | Relégation en II. Liga                                                                            |
|  | (T) Tenant du titre (C) Vainqueur de la Coupe du Tchécoslovaquie (P) : Promu de deuxième division |

## Bilan de la saison
| Championnat de Tchécoslovaquie de football 1967-1968 |                               |
| Champion                                             | FC Spartak Trnava (1er titre) |
| Coupes et trophées                                   |                               |
| Vainqueur de la Coupe de Tchécoslovaquie 1967-1968   | SK Slovan Bratislava          |
| Qualifications continentales                         |                               |
| Coupe d'Europe des clubs champions 1968-1969         | FC Spartak Trnava             |
| Coupe des Coupes 1968-1969                           | SK Slovan Bratislava          |
| Coupe des villes de foires 1968-1969                 | SK Slavia Prague              |
| Promotions et relégations                            |                               |
| Promus en I. Liga                                    | VCHZ Pardubice                |
| Promus en I. Liga                                    | Dukla Banska Bystrica         |
| Relégués en II. Liga                                 | Skoda Plzen                   |
| Relégués en II. Liga                                 | FC Bohemians Prague           |